# Hoffman Point
Hoffman Point är en udde i Antarktis. Den ligger i Östantarktis. Nya Zeeland gör anspråk på området.
Terrängen inåt land är varierad, och sluttar österut.  Trakten är obefolkad. Det finns inga samhällen i närheten.